# Svadilfari

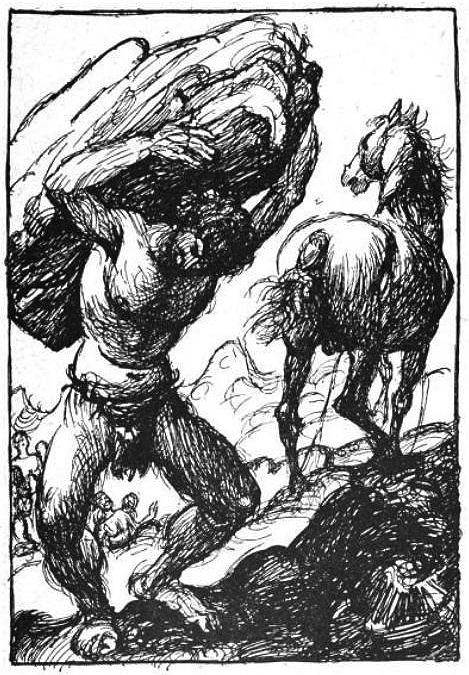
De meester-bouwer en Svadilfari

Svadilfari (betekent: 'Ongelukkige Reiziger') is een reuzenpaard uit de Noordse mythologie dat kon werken als geen ander. Het is ook de vader van Sleipnir.
Op een dag besloten de goden dat de Asgard beschermd moest worden door een muur. Zelf hadden ze echter geen zin om aan dit enorme werk te beginnen. Toen bood er zich een reus aan die het werk wel wilde doen. Hij stelde voor om het werk in drie halve jaren te vervolledigen, als tegenprestatie moesten de goden echter Freya, de liefdesgodin, aan hem schenken als vrouw.
De goden vonden dit eerst een ongehoord voorstel (ze waren gesteld op hun liefdesgodin) maar besloten uiteindelijk toch om de reus het werk te laten doen op aanraden van Loki. Die stelde voor om de reus aan het werk te laten beginnen maar aangezien drie halve jaren veel te weinig zou zijn konden ze zich na die tijd van de reus ontdoen en zouden zij de muur zelf nog slechts voor een deel moeten afwerken.
Dit was echter buiten het paard van de reus gerekend. Svadilfari bleek zo sterk dat het werk aan een enorm tempo vorderde. Aangezien de goden 'hun' Freya niet kwijt wilden moest er een plan bedacht worden. Loki zorgde voor redding en veranderde zichzelf in een merrie. 's Nachts lokte hij Svadilfari op die manier weg en onthield hem van zijn nachtrust.
Overdag was de hengst zo vermoeid dat hij een stuk trager werkte. Op die manier slaagde de reus er dus niet in om het werk te voltooien binnen de opgegeven tijd en de goden ontdeden zich van hem.
De merrie Loki was echter drachtig van Svadilfari en Wodan verbood Loki zijn normale gedaante weer aan te nemen en beval hem zijn dracht te voltooien en het veulen op de wereld te zetten. Dit veulen werd Wodan's bekende achtbenige hengst Sleipnir.